# 王庄机场 (福州)
王庄机场，是福州最早的机场，位于福州东郊的王庄，建于1913年之前，当时的文献中称福州飞机场，早期称为“南端机场”,有东西、南北走向两条跑道。1920年时已有起降飞机的记录。1933年，王庄机场进行了扩建。1930年代初，福州机场是沪粤航线的中途停留站。抗日战争中遭日军轰炸。1944年日军占领福州后，由于王庄机场内涝，新建义序机场。1946年，机场原址改为福建省农业试验总场。1970年代，在此兴建了4个农场。